# 血に飢えた悪鬼
『血に飢えた悪鬼』（ちにうえたあっき、原題：The Hungry Goblin）は、ジョン・ディクスン・カーの最後の長編小説。
ヴィクトリア朝のイギリスを舞台にして描かれる、歴史ミステリである。主人公は青年キット・ファレルだが、探偵は『月長石』の作者ウィルキー・コリンズ。プロットの中に、現実にはありえない設定がある。

## あらすじ
1869年のロンドン。数年ぶりにアメリカから帰ってきたキット・ファレルは、旧友ナイジェルから相談を受ける。
自分の妻ミュリエルは、自分が探検旅行に出かける前に結婚した女性とは、どうも別人のような気がするという。
そんな中、何者かによってナイジェルは撃たれるが、犯人の姿は現場には存在しなかった。
犯人消失の謎、そして被害者の夫人の真偽に作家ウィルキー・コリンズが挑む。

## 登場人物
- キット（クリストファー）・ファレル - 主人公。英国に九年ぶりに帰国した青年。伯父の遺産を相続する予定。
- パット（パトリシア）・デンビー - 主人公が想いをよせる女性。
- ハーベイ・トライフォード - パットの従兄弟。
- ジム（ジェイムズ）・カーヴァー少佐 - 主人公の友人。
- ナイジェル・シーグレイヴ - 同じく主人公の友人。探検家だが、冒険中に消息を絶ち行方不明になっていた。
- ミュリエル・シーグレイヴ - ナイジェルの妻。
- ジョージ・ボウエン - フリーの作家。
- スーザン・クラバリング - ジョージの恋人。
- ロレンス・ウェストコット - 医師。
- ヘレン・オーベル - 未亡人。
- ゴブ警部 - ロンドン警視庁の刑事。
- エドモンド・ヘンダスン卿 - 主人公と家族ぐるみで付き合いのある知人。英国警察庁の警視総監。
- ウィルキー・コリンズ - 『月長石』や『白衣の女』で知られる推理作家。本作の探偵役を務める。

## 提示される謎
- 準密室（犯人の消失）と人物入れ替わり。
- 犯行現場に皆がかけつけると、撃たれた被害者だけで犯人の姿がない。現場にくる途中でも誰も犯人らしき不審者と出会っていない。

## 特記事項
- キット・ファレルという名前の人物はカーター・ディクスン名義の長編『青銅ランプの呪』にも登場する。
- 本作の悪鬼（ゴブリン）伝説は、1794年に出版されたアン・ラドクリフの長編小説『ユードルフォの秘密』が下敷きになっている[1]。